# 西王母 (能)
『西王母』（せいおうぼ、さいおうぼ）は能の演目の一つ。女神物の脇能物。

## 粗筋
中国の周の穆王の元に美しい貴女が、帝の威徳によって咲いたという三千年に一度開花結実する桃の花の枝を献上しに現れる。
この女は西王母の化身であり、桃の実を持って来るために一度天上へ帰って行く。
帝が管弦を奏させて西王母の来臨を待っていると極楽の鳥である孔雀と鳳凰と迦陵頻伽が飛び交う中から西王母が降りて来る。
桃を捧げた西王母は美しく舞いながら天上へ帰って行く。